# Bobrava (oblast de Koursk)
Bobrava (en russe : Бобрава) est un village du selsoviet de Bobrava du Belaïa dans l'oblast de Koursk, en Russie. Sa population s'élevait à 59 habitants au recensement de 2021.

## Géographie
Le village de Bobrava se situe dans l'oblast de Koursk, un oblast de la partie européenne de la Russie. Le village fait partie du Belaïa, avec Belaïa comme centre administratif. Il se trouve dans le selsoviet de Bobrava, une municipalité dont il est le chef-lieu.

## Démographie
Recensements (*) et estimations de la population :
| 2002 * | 2010* | 2021* | - |
| ------ | ----- | ----- | - |
| 675    | 537   | 456   | - |